# Dyngjujökull
Le Dyngjujökull, toponyme islandais signifiant littéralement en français « le glacier du volcan bouclier », est un glacier d'Islande qui constitue un lobe glaciaire de la partie septentrionale du Vatnajökull, la plus grande calotte glaciaire de ce pays. Situé dans les Hautes Terres, une région désertique et reculée du centre du pays, ses eaux de fonte donnent naissance à la Jökulsá á Fjöllum, le deuxième plus long fleuve du pays qui se jette dans l'océan Arctique au nord.

## Géographie
Le Dyngjujökull est situé dans le centre de l'Islande, dans le Nord du Vatnajökull dont il constitue l'extrémité septentrionale. Administrativement, il est grande partie situé dans la municipalité de Skútustaðahreppur de la région de Norðurland eystra et pour son extrémité orientale dans celle de Fljótsdalshérað de la région d'Austurland. Le glacier peut être approché via la route F26, une piste traversant l'intérieur du pays.
Il forme un lobe glaciaire plus large que long encadré par les Kverkfjöll à l'est qui les séparent du Brúarjökull et la Kistufell à l'ouest. Il s'avance en direction du nord dans le Holuhraun, un désert de lave qui se sépare au nord de l'Askja, à l'ouest du Trölladyngja et à l'est du Kverkhnjúkar. La totalité de ses eaux de fonte forment de nombreux petits cours d'eau qui se rejoignent rapidement pour donner naissance à la Jökulsá á Fjöllum, le second plus long fleuve d'Islande qui se dirige vers le nord avant de se jeter dans l'océan Arctique.
Si le Dyngjujökull est entouré par plusieurs volcans, les Kverkfjöll, l'Askja, le Trölladyngja, certains sont sous-glaciaires et situés directement sous le glacier ou à proximité immédiate. C'est le cas du Bárðarbunga dont le volcan central est situé au sud-ouest et du Grímsvötn situé un peu plus loin au sud-sud-est mais aussi de leurs fissures éruptives qui s'en éloignent en direction du nord-est et qui passent sous le Dyngjujökull. En cas d'éruption de ces volcans sous-glaciaires, d'importantes quantités de glace peuvent fondre, l'eau s'accumuler et être brutalement relâchée au niveau du front glaciaire du Dyngjujökull, provoquant alors un jökulhlaup qui vient grossir le flot de la Jökulsá á Fjöllum. Ce sont certains de ces jökulhlaups qui ont formé il y a plusieurs milliers d'années la Jökulsárgljúfur et Ásbyrgi.

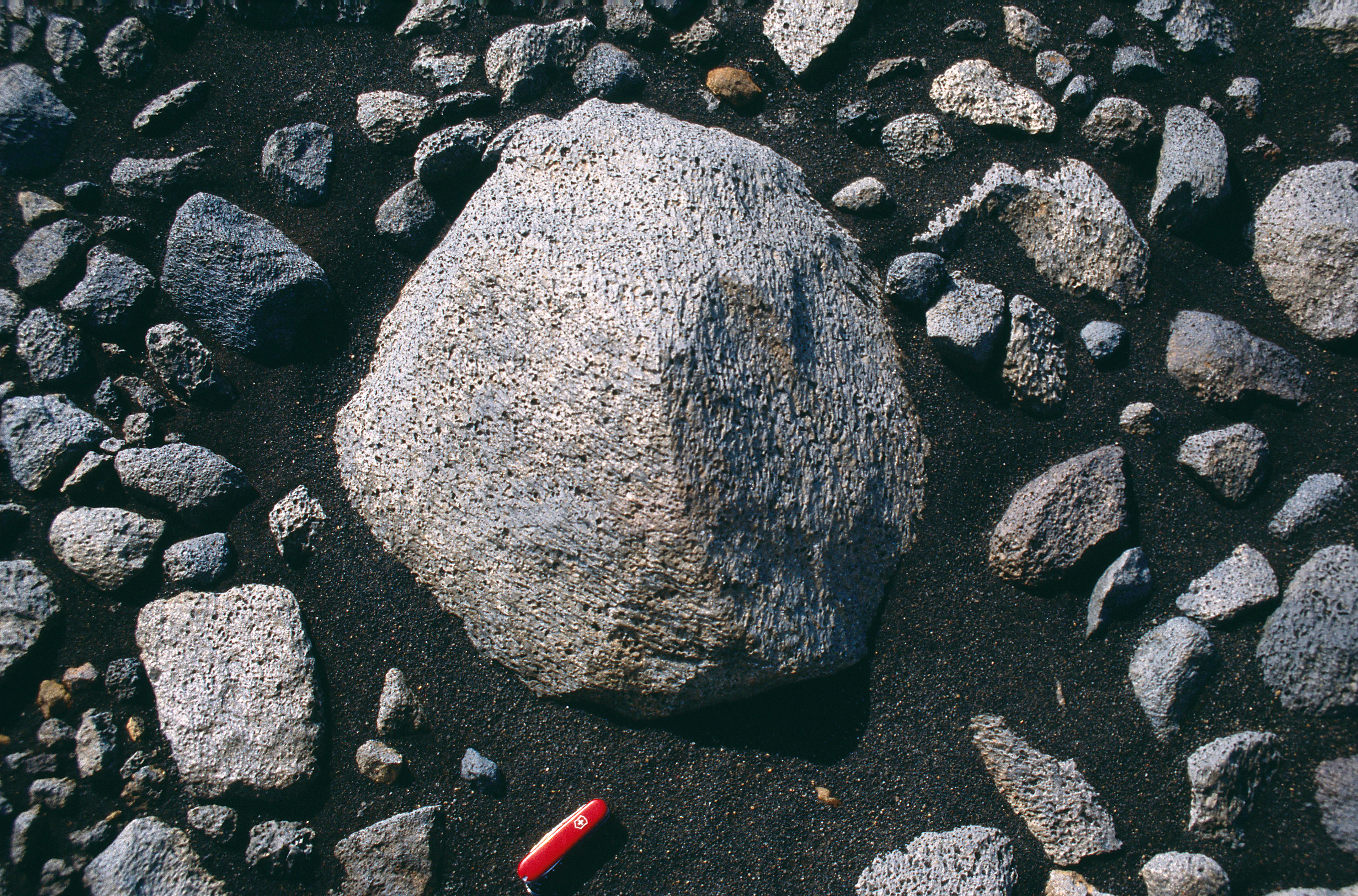
Aspect du Holuhraun non loin du Dyngjujökull.